# Direkte benzinindsprøjtning
Direkte benzinindsprøjtning indebærer, at benzinen under højt tryk sprøjtes direkte ind i forbrændingskamrene.
Til forskel fra traditionelle benzinmotorer med karburator eller indirekte indsprøjtning (brændstoffet indsprøjtes i indsugningen), anvendes der ved indsprøjtningen et meget højere tryk - og mulighed for et meget højere luft-brændstof forhold (magrere blanding, fx 65:1; hvor det "normale" er 14,7:1). Højere luft-brændstof forhold resulterer i betydeligt mindre brændstofforbrug ved mindre motor belastning og for samme omdrejninger per minut.

## Tidspunkter for introduktion af direkte benzinindsprøjtning i forskellige biler
- 1952: Goliath og Gutbrod, begge tidligere tyske fabrikanter.
- 1955: Mercedes-Benz 300SL, den første sportsvogn med direkte indsprøjtning.

- 1966: Porsche 906, dog kun i enkelte eksemplarer,

- 1996: Mitsubishi introducerer to GDI-motorer i Carisma og Galant på hhv. 1,8 liter (125 HK) og 2,4 liter (150 HK).
- 1999: Renault introducerer i Mégane Coupé en IDE-motor på 2,0 liter med 140 HK.
- 2000: I Lupo introducerer Volkswagen en 1,4-liters FSI-motor med 105 HK, i Avensis introducerer Toyota en 2,0-liters D-4-motor med 150 HK, og i C5 og 406 introducerer hhv. Citroën og Peugeot den samme 2,0-liters HPi-motor med 140 HK.
- 2002: Alfa Romeo 156 introduceres med en 2,0-liters JTS-motor med 165 HK.
- 2003: Opel Signum introduceres med en 2,2-liters motor med direkte benzinindsprøjtning og 155 HK.
- 2003: Volkswagen introducerer i Golf V en 2,0-liters FSI-motor med 150 HK.
- 2005: Volkswagen introducerer en turboladet version af 2,0 FSI motoren med 200 HK.

## De forskellige bilmærkers forkortelse for denne motortype
- FSI (Fuel Stratified Injection): Audi, SEAT, Škoda, Volkswagen
- JTS (Jet Thrust Stoichiometric): Alfa Romeo, Fiat, Lancia
- HPi (High Pressure direct Injection): Citroën, Peugeot
- GDI (Gasoline Direct Injection): Mitsubishi, Volvo
- IDE (Injection Directe Essence): Renault
- D-4 (Direct 4-stroke injection): Toyota